# Djursholms konsumtionsförening

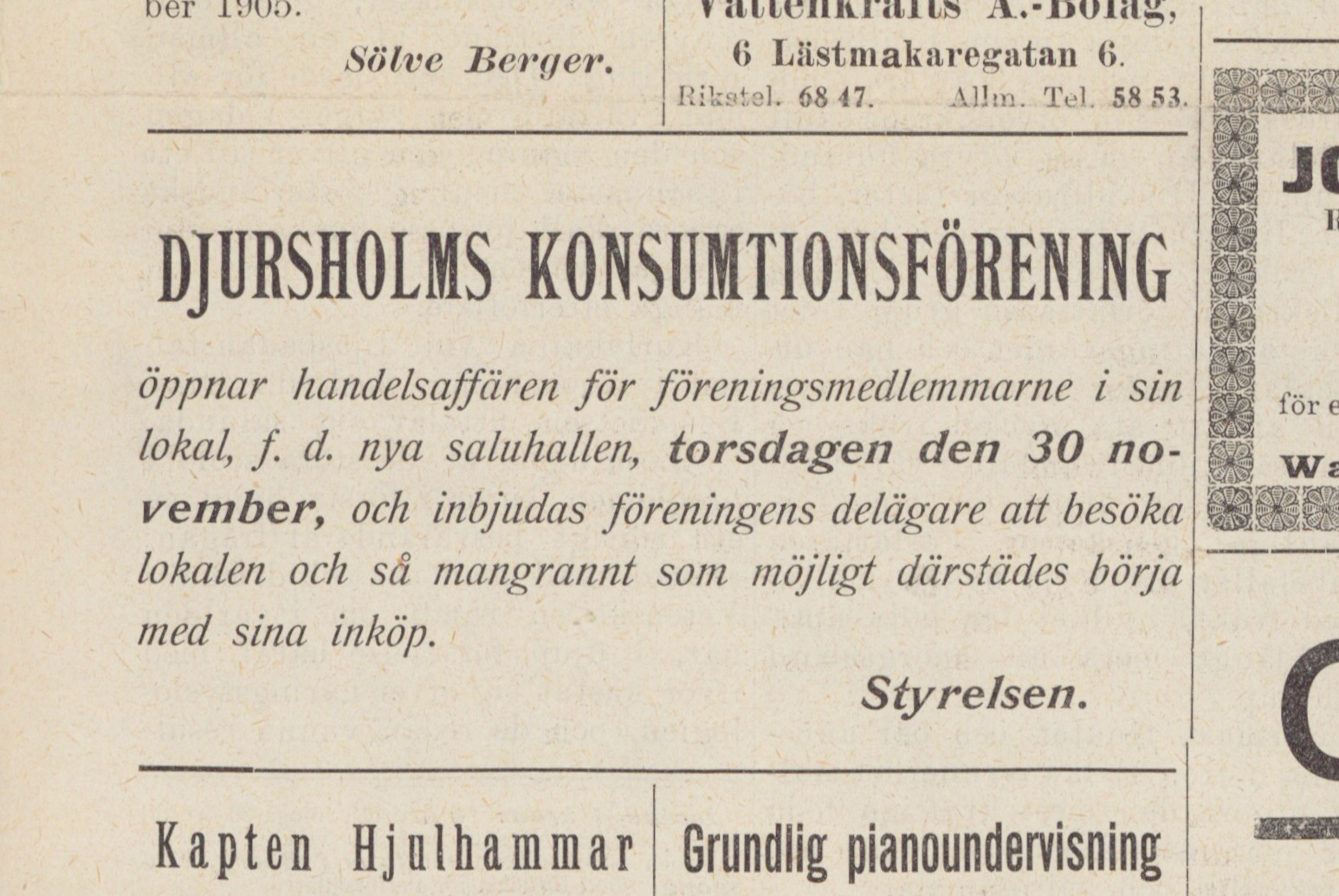
Annons om öppnandet av föreningens affär 1905.

Djursholms konsumtionsförening var en konsumentförening i Djursholm, verksam mellan 1905 och 1933.
Redan när Djursholms villastad skapades år 1889 fanns planer att bilda en förening för "gemensamt inköp av större förnödenhetsartiklar såsom kaffe, te, socker, mjöl, oljor, kokos och ved m m". Tanken var att butiken skulle inrymmas i bottenvåningen i det nyrenoverade Djursholms slott. Planerna att starta en konsumtionsförening kom dock inte att genomföras förrän år 1905.
Föreningens stadgar antogs den 13 juni 1905. Ordförande var Helge Bäckström.
Föreningen öppnade sin första affär i den "f. d. nya saluhallen" som hade uppförts under 1904 på Vendevägen 11 i kvarteret Odinslund, efter Rudolf Enbloms ritningar. Saluhallen öppnade den 14 december 1904, men såldes redan i juni 1905 på exekutiv auktion. Den nybildade konsumtionsföreningen erbjöds att köpa fastigheten, vilket man löste genom att bilda fastighetsbolaget Djursholms konsumtionsförenings fastighetsaktiebolag som köpte saluhallen och hyrde ut den till konsumtionsföreningen. Affären öppnade där den 30 november 1905.

## Expansion
Fem år efter öppnandet var affären den största i Djursholms köping. År 1911 flyttade affären till en ny byggnad på granntomten, med adress Vendevägen 13. 

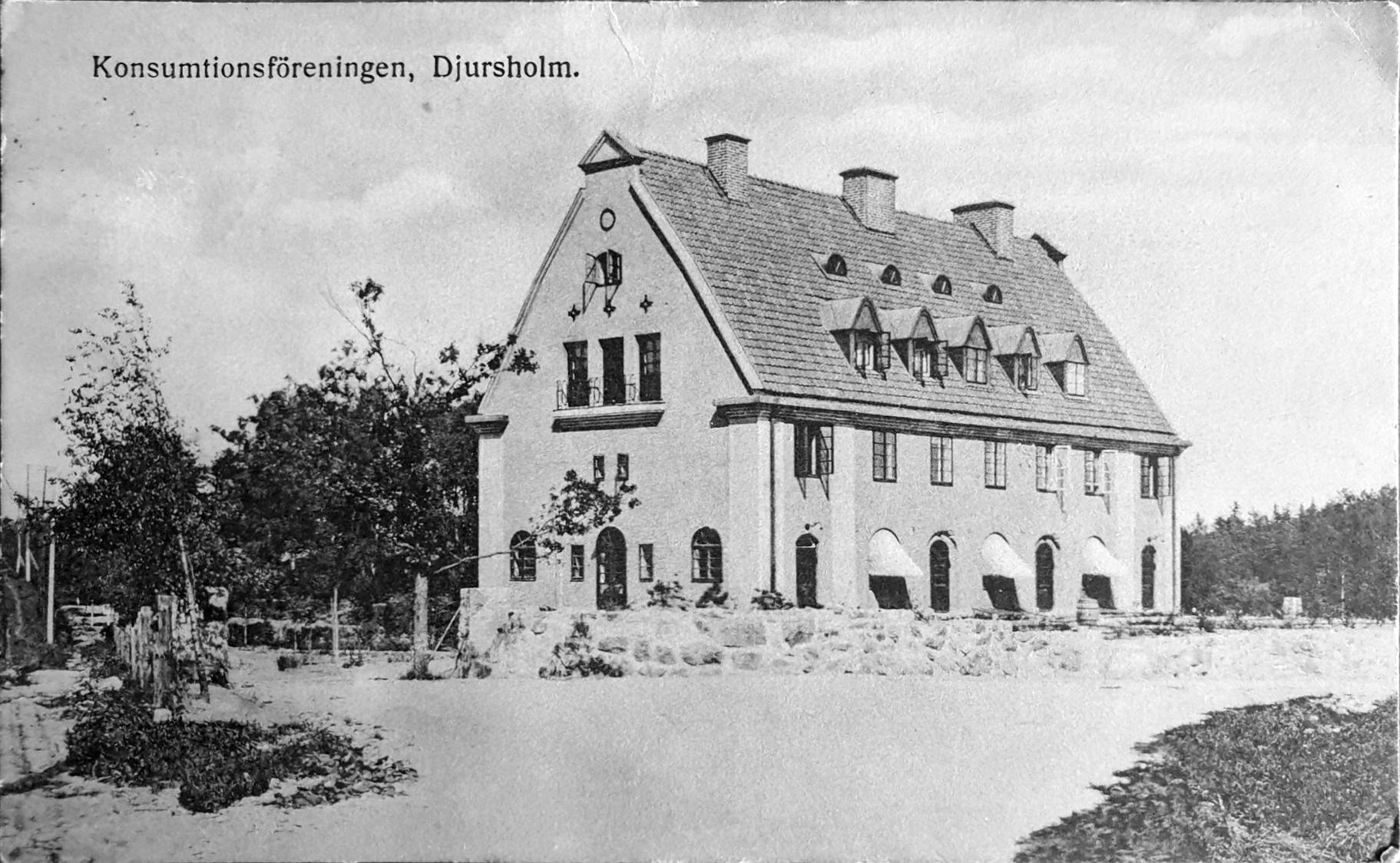
Föreningens filial i Ösby.

Verksamheten utökades år 1917 med en filial i en ny byggnad i Ösby. Mark köptes av kommunägda Djursholms AB och den 28 februari 1916 meddelade Djursholms stadsfullmäktige byggnadstillstånd. Byggnaden uppfördes efter Karl Güettlers ritningar och stod klar i början av 1917, varpå affären öppnade. Satsningen blev dock ingen framgång och år 1926 koncentrerade konsumtionsföreningen sin försäljning till huvudbutiken på Vendevägen.
Föreningen hade ett samarbete med Djursholms AB och hade under första världskriget ansvar för kommunens bränsleförsäljning. Den verksamheten, som bedrevs vid hamnen vid Framnäsviken, övertogs år 1918 av ett kommunalt bolag, Djursholms Bränsle AB.
Under en period var Djursholms konsumtionsförening en av de större konsumtionsföreningarna i Sverige. År 1918 var den en av fjorton föreningar med en omsättning på över en miljon kronor. Under 1920-talet skulle dock försäljningen minska betydligt.
| År   | Försäljning | Källa  |
| ---- | ----------- | ------ |
| 1919 | 1 202 055   | [ 11 ] |
| 1920 | 1 148 272   | [ 12 ] |
| 1921 | 887 824     | [ 12 ] |
| 1922 | 616 712     | [ 12 ] |
| 1923 | 460 052     | [ 13 ] |
| 1924 | 199 199     | [ 14 ] |
| 1925 | 434 577     | [ 15 ] |
| 1926 | 391 069     | [ 16 ] |
| 1927 | 373 092     | [ 17 ] |
| 1928 | 402 935     | [ 18 ] |

## Senare historia
Från år 1924 stod föreningen under Svenska hushållsföreningens administration. År 1933 uppgick den i Konsumtionsföreningen Stockholm.
I slutet av 1950-talet revs butikshuset och en ny affär uppfördes på samma tomt. Den togs i bruk 1961 och finns fortfarande (2024) kvar.